# Bergicourt
Bergicourt és un municipi francès situat al departament del Somme i a la regió dels Alts de França. L'any 2007 tenia 153 habitants.

## Demografia

### Població

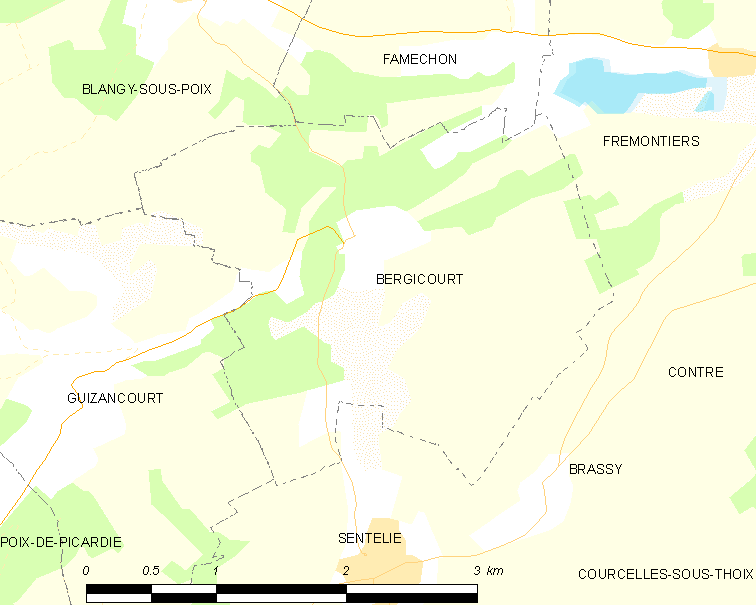

El 2007 la població de fet de Bergicourt era de 153 persones. Hi havia 64 famílies de les quals 16 eren unipersonals (16 homes vivint sols), 24 parelles sense fills i 24 parelles amb fills.
La població ha evolucionat segons el següent gràfic:
Habitants censats

### Habitatges

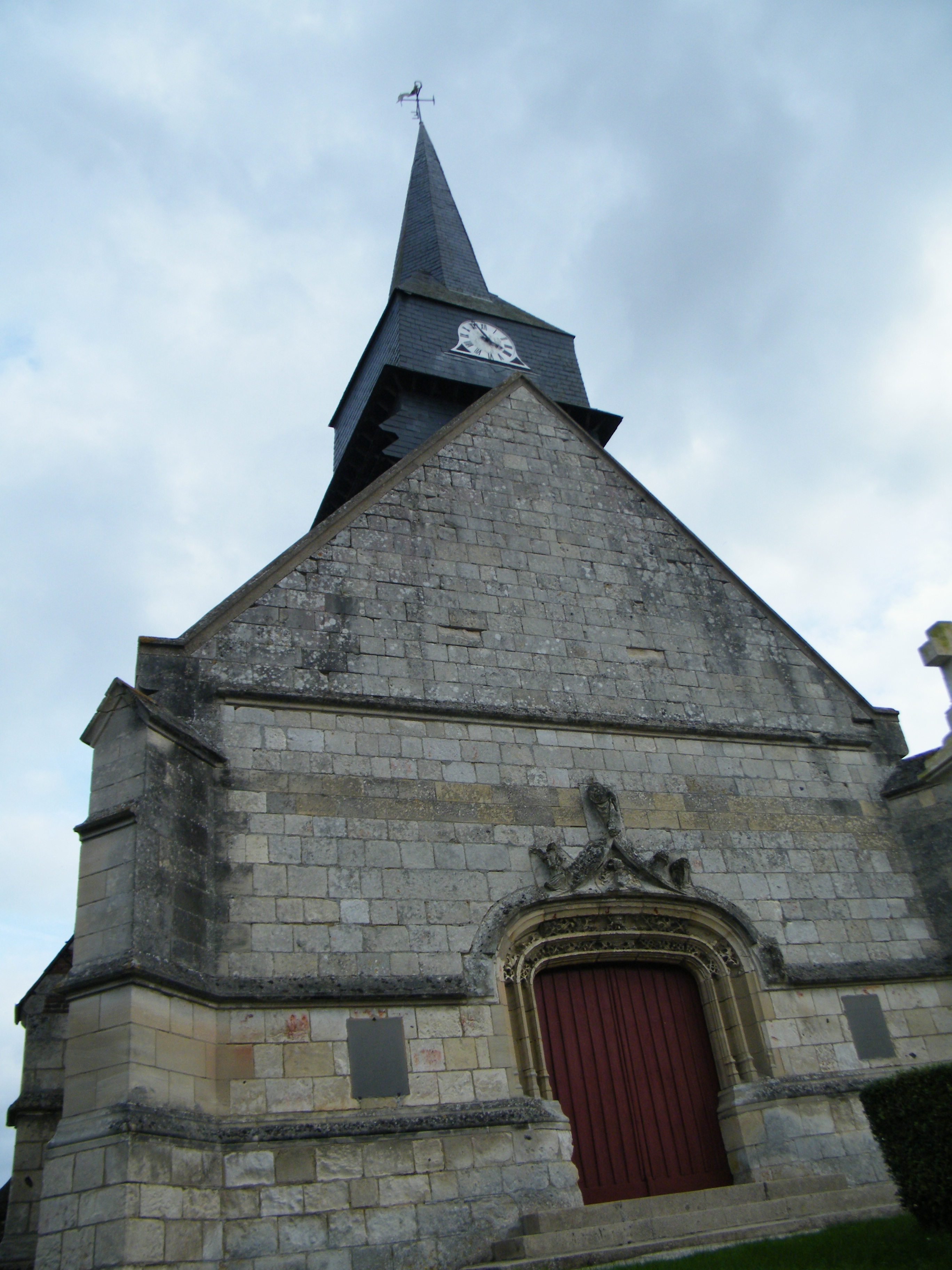

El 2007 hi havia 78 habitatges, 62 eren l'habitatge principal de la família, 9 eren segones residències i 7 estaven desocupats. 76 eren cases i 2 eren apartaments. Dels 62 habitatges principals, 52 estaven ocupats pels seus propietaris i 10 estaven llogats i ocupats pels llogaters; 4 tenien dues cambres, 9 en tenien tres, 11 en tenien quatre i 38 en tenien cinc o més. 53 habitatges disposaven pel capbaix d'una plaça de pàrquing. A 28 habitatges hi havia un automòbil i a 28 n'hi havia dos o més.

### Piràmide de població

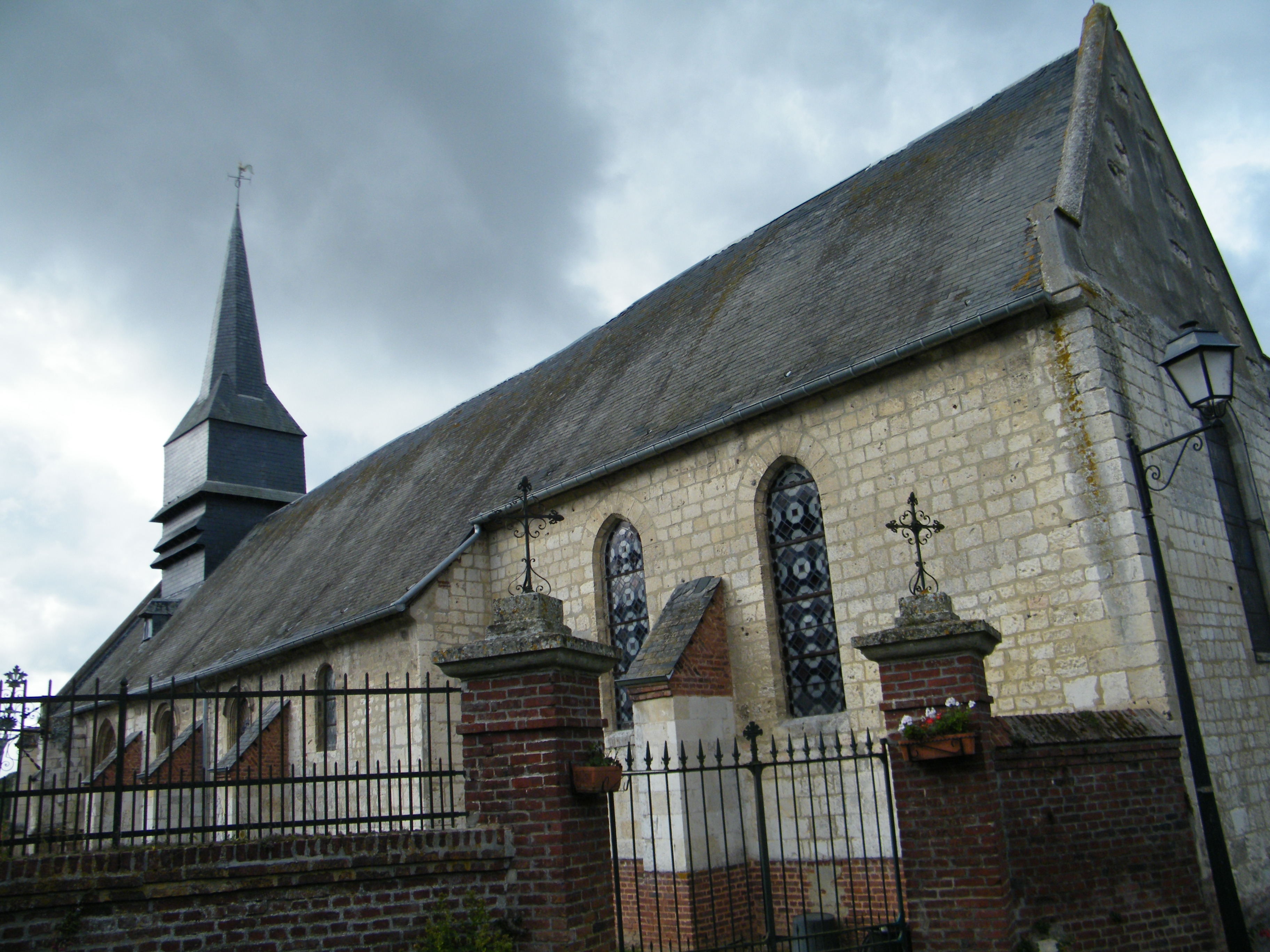

La piràmide de població per edats i sexe el 2009 era:
| Homes | Edats   | Dones |
| ----- | ------- | ----- |
| 0     | 95 o +  | 0     |
| 0     | 90 a 94 | 0     |
| 0     | 85 a 89 | 0     |
| 0     | 80 a 84 | 0     |
| 8     | 75 a 79 | 0     |
| 8     | 70 a 74 | 0     |
| 0     | 65 a 69 | 8     |
| 8     | 60 a 64 | 0     |
| 8     | 55 a 59 | 8     |
| 0     | 50 a 54 | 0     |
| 4     | 45 a 49 | 8     |
| 4     | 40 a 44 | 4     |
| 8     | 35 a 39 | 4     |
| 0     | 30 a 34 | 4     |
| 8     | 25 a 29 | 0     |
| 8     | 20 a 24 | 4     |
| 4     | 15 a 19 | 4     |
| 8     | 10 a 14 | 4     |
| 0     | 5 a 9   | 0     |
| 0     | 0 a 4   | 0     |

## Economia
El 2007 la població en edat de treballar era de 105 persones, 73 eren actives i 32 eren inactives. De les 73 persones actives 68 estaven ocupades (37 homes i 31 dones) i 5 estaven aturades (3 homes i 2 dones). De les 32 persones inactives 11 estaven jubilades, 9 estaven estudiant i 12 estaven classificades com a «altres inactius».

### Ingressos

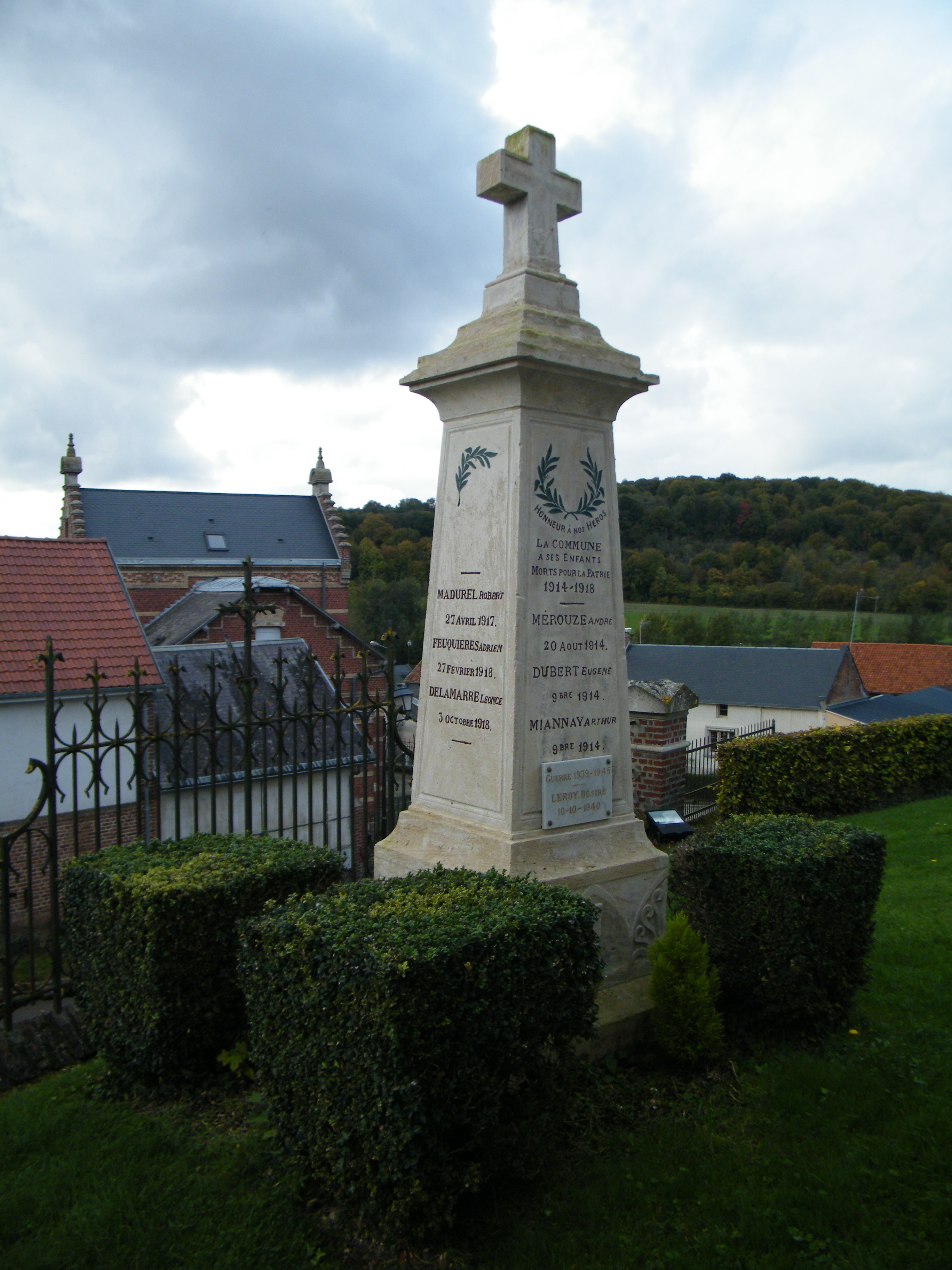

El 2009 a Bergicourt hi havia 59 unitats fiscals que integraven 150 persones, la mediana anual d'ingressos fiscals per persona era de 20.811 €.

### Activitats econòmiques
Dels 6 establiments que hi havia el 2007, 1 era d'una empresa extractiva, 2 d'empreses de comerç i reparació d'automòbils, 1 d'una empresa financera, 1 d'una empresa de serveis i 1 d'una empresa classificada com a «altres activitats de serveis».
L'any 2000 a Bergicourt hi havia 4 explotacions agrícoles.

## Poblacions més properes
El següent diagrama mostra les poblacions més properes.